# Lhota (kraj zliński)
Lhota – gmina w Czechach, w powiecie Zlín, w kraju zlińskim. Według danych z dnia 1 stycznia 2012 liczyła 824 mieszkańców.
W latach 1980–1990 część miasta Zlín.
Zobacz też:
- Lhota